# Linguado-onça
O linguado-onça ou solha (nome científico: Citharichthys macrops) é um peixe plano demersal da família dos paralictiídeos (Paralichthyidae).

## Etimologia
O vernáculo linguado é formado por "língua" + "-ado" e foi registrado em 1500 como lingoados e em 1716 como linguado. Solha trata-se de uma designação comum dada às espécies de linguados e foi formado a partir do latim solĕa,ae, tanto em sua acepção de peixe como na acepção de "sandália, sola". Foi registrado no {século XIII como ssolha, no século XIV como solla, no século XV como solha e em 1610 como solho. O nome genérico Citharichthys é formado pelo latim cithara, "lira, cítara", e o grega ikhthýs (em grego: ἰχθύς), "peixe".

## Taxonomia
O linguado-onça foi descrito em 1885 por H. G. Dresel.

## Descrição
O linguado-onça atinge até 20 centímetros de comprimento. Tem corpo oval e relativamente profundo, medindo entre 50% e 53% do comprimento padrão. Os olhos estão localizados no lado esquerdo, muito próximos entre si e separados por uma crista longa, estreita e côncava. A boca tem comprimento médio, com a mandíbula superior correspondendo a 39%–44% do comprimento da cabeça, e termina abaixo do olho inferior. Os dentes são aproximadamente iguais em ambos os lados das mandíbulas, dispostos em uma única série de dentes fixos por mandíbula; os dentes frontais são aumentados e não há caninos.
A borda do opérculo no lado cego apresenta numerosos cirros em forma de folha. Os rastros branquiais são longos e delgados, totalizando entre cinco e seis na parte superior e entre 13 e 16 na inferior. A nadadeira dorsal possui de 79 a 82 raios, enquanto a nadadeira anal apresenta de 59 a 63 raios. As nadadeiras peitorais estão presentes em ambos os lados do corpo e contêm raios ramificados. As nadadeiras pélvicas são simetricamente posicionadas na barriga, com a base da nadadeira do lado ocular localizada na linha média do corpo; as bases são curtas e a nadadeira conta com seis raios. A nadadeira caudal é pontiaguda.
A papila urinária localiza-se no lado cego, logo atrás do ânus. A linha lateral é bem desenvolvida em ambos os lados do corpo, e a linha ocular é reta, estendendo-se da borda do opérculo até a base da cauda. Não há ramificações sob o olho inferior. As escamas variam de lisas a levemente ásperas, com 37 a 44 escamas dispostas na linha lateral. A coloração é marrom-amarelada clara, com o corpo e as nadadeiras densamente cobertos por manchas e pintas dispostas de forma regular; frequentemente, há um par de manchas escuras próximo à base da nadadeira caudal.

## Distribuição e habitat
O linguado-onça distribui-se no Atlântico Ocidental, desde o sul da Baía de Chesapeake, ao longo da costa dos Estados Unidos, incluindo a ilha de Nova Providência (Baamas) e Jardins do Rei (Cuba). Está presente em todo o Golfo do México, com exceção do noroeste de Cuba, e no Caribe, desde o sul da Jamaica, em Aruba e em Trindade e Tobago. A espécie também se distribui ao longo da América Central e da América do Sul, desde o México até as Ilhas da Baía, em Honduras (passando por Belize e Guatemala), na Colômbia (Barranquilha), na Venezuela, no escudo das Guianas (Guiana, Suriname e Guiana Francesa) e junto da costa do Brasil (Amapá, Pará, Maranhão, Piauí, Ceará, Rio Grande do Norte, Paraíba, Pernambuco, Alagoas, Sergipe, Bahia, Espírito Santo, Rio de Janeiro, São Paulo, Paraná e Santa Catarina). Sua faixa de profundidade vai, em geral, de 0 a 18 metros, embora já tenham sido registradas capturas em profundidades de até 100 metros. Habita águas rasas com fundo de areia dura, embora não seja tipicamente associada a habitats de lodo macio em baías ou estuários, conforme observado por Munroe (2002) e Da Silva et al. (2007). Na Carolina do Norte, sua ocorrência em estuários é considerada rara, segundo dados de Walsh et al. (1999).

## Ecologia
O linguado-onça é carnívoro e alimenta-se de crustáceos bentônicos móveis. A reprodução envolve fase larval pelágica, com os indivíduos permanecendo na coluna d'água desde o estágio larval até a dispersão, caracterizando um desenvolvimento tipicamente pelágico. . As larvas se distribuem pela plataforma continental ao largo da costa oeste da Flórida Central durante a primavera e o outono, períodos em que a temperatura da superfície do mar varia entre 24 e 26 °C.

## Conservação
A Lista Vermelha da União Internacional para a Conservação da Natureza (UICN) classifica o linguado-onça como pouco preocupante (LC), pois é amplamente distribuído e comum em grande parte de sua área de ocorrência, especialmente em regiões costeiras e estuarinas. Está bem representada em coleções de museus (373 lotes; geralmente cinco ou menos espécimes). Atualmente, não há evidências de ameaças significativas à espécie em escala populacional. No entanto, é capturada incidentalmente em pescarias de arrasto voltadas ao camarão, especialmente na região sudeste e na Costa do Golfo dos Estados Unidos. Por ocorrer em áreas costeiras, é potencialmente suscetível aos impactos causados por atividades humanas nesses ambientes. Em 2018, foi classificada como pouco preocupante (LC) no Livro Vermelho da Fauna Brasileira Ameaçada de Extinção do Instituto Chico Mendes de Conservação da Biodiversidade (ICMBio).